# 21st Century Breakdown (chanson)
Cet article concerne la chanson. Pour l'album, voir 21st Century Breakdown.
Singles de Green Day
East Jesus Nowhere
(2009) Last of the American Girls
(2010)
21st Century Breakdown est le quatrième single tiré de l'album éponyme, du groupe de punk rock californien Green Day. Billie Joe Armstrong, chanteur et guitariste du groupe, l'a composé en s'inspirant sa vie personnelle et de ses diverses influences musicales. Le single est paru le 21 décembre 2009, soit plus de 7 mois après l'album dont il est tiré (sorti le 15 mai 2009).

## Historique et composition
Une grande partie de la chanson a été inspirée par la vie personnelle de son auteur-compositeur, Billie Joe Armstrong. Selon David Fricke du magazine Rolling Stone, ses paroles d'ouverture « Born into Nixon, I was raised in hell » (« Né sous Nixon, j'ai été élevé en enfer ») renvoient à l'année de naissance d'Armstrong, 1972. D'autres paroles renvoient à ses influences musicales : « Last one born / but first one to run » est une allusion à la chanson Born to Run de Bruce Springsteen. De même, « my generation is zero » renvoie à My Generation des Who et « I never made it as a working class hero » à Working Class Hero de John Lennon, qui sont deux chansons respectivement reprises par Green Day en 1991 et 2007.

## Sortie et réception
Jusqu'alors, 21st Century Breakdown ne servait que d'ouverture au premier acte Heroes and Cons de leur opéra-album du même nom. Le 10 septembre 2009, le site officiel de Green Day a annoncé que la chanson serait "le prochain single". Toutefois, le 25 septembre, le groupe a affirmé sur le site que le prochain single serait en fait la chanson East Jesus Nowhere, avant de changer une nouvelle fois d'avis le 21 octobre pour finalement conserver 21st Century Breakdown, qui parut alors le 21 décembre.
La réception de la chanson a été essentiellement positive. Le magazine Spin juge que 21st Century Breakdown est « La chanson la plus épique de Green Day ». Un autre magazine, AbsolutePunk, dit qu'elle a « un formidable aplomb dans un album déjà formidable ».

## Vidéoclip
Le clip de 21st Century Breakdown a été réalisé par Marc Webb en septembre 2009. Il reprend l'artwork des pochettes des singles et de l'album 21st Century Breakdown, et montre le groupe jouant, et en fil rouge, l'histoire d'un homme, de sa naissance à sa mort, dans un univers industriel et décadent. On voit vers le début du clip le jeune garçon recevant sa première guitare, référence à la vie de Billie Joe Armstrong, le chanteur-compositeur et guitariste du groupe.

## Liste des chansons du single
1. 21st Century Breakdown - 5:09
2. Last of the American Girls (live) - 3:54